# Вегас Голден Найтс
«Ве́гас Го́лден Найтс» (англ. Vegas Golden Knights) — профессиональный американский хоккейный клуб, базирующийся в Парадайсе (южный пригород Лас-Вегаса), штат Невада. С сезона 2017/18 выступает в Национальной хоккейной лиге. В своём первом же сезоне «Вегас» дошёл до финала Кубка Стэнли в 2018 году, где уступил «Вашингтон Кэпиталз». В 2023 году клуб завоевал свой первый Кубок Стэнли, обыграв в финале «Флориду Пантерз».

## История

### Хоккей в Лас-Вегасе
Первым профессиональным хоккейным клубом в Лас-Вегасе был «Лас-Вегас Тандер», который выступал с 1993 по 1999 год в ИХЛ. Домашние матчи «Тандер» проводили на «Thomas & Mack Center». С 2003 по 2014 год в Лиге Восточного побережья выступала команда «Лас-Вегас Рэнглерс», которая являлась в разные годы фарм-клубом «Калгари Флэймз» и «Финикс Койотис». За 11 сезонов своего существования «Рэнглерс» дважды становились чемпионами своего дивизиона, один раз победителями регулярного чемпионата и два раза выходили в финал Кубка Келли, где оба раза уступали. Клуб прекратил существование в 2014 году из-за проблем с домашней ареной.

### Создание и дебют
24 июня 2015 года Национальная хоккейная лига объявила о планах по своему расширению. В лигу официально было подано две заявки на создание команды, от канадского города Квебек и американского Лас-Вегаса. В 2015 году «Лас-Вегас» провёл пробную продажу сезонных абонементов в рамках исследования рынка. Всего от болельщиков было подано около 16 000 заявок. 7 июня 2016 года комитет владельцев клубов рекомендовал совету директоров НХЛ принять в лигу клуб из Лас-Вегаса. 22 июня 2016 года комиссар НХЛ Гэри Беттмэн объявил о расширении лиги и включении в неё команды из Лас-Вегаса. Также было объявлено, что клуб начнёт свои выступления с сезона 2017/2018 в Тихоокеанском дивизионе Западной конференции, а перед этим будет проведена процедура драфта расширения с целью формирования состава команды.
13 июля 2016 года владелец клуба Билл Фоули нанял в качестве генерального менеджера Джорджа Макфи, который до этого в течение 17 лет занимал аналогичную должность в «Вашингтон Кэпиталз». На должность директора по хоккейным операциям был назначен Миша Донсков, занимавшийся тренерской и административной работой как на клубном уровне, так и на уровне сборной Канады разных возрастов. Президентом клуба стал Керри Буболц, ранее работавший президентом по финансовым операциям в клубе НБА «Кливленд Кавальерс».
1 марта 2017 года клуб официально был принят в Национальную хоккейную лигу, что позволило руководству «Вегаса» начать вести переговоры и заключать сделки с клубами и игроками. Первым хоккеистом в истории «Голден Найтс» подписавшим контракт, стал Рид Дьюк из клуба WHL «Брэндон Уит Кингз». 13 апреля 2017 года «Вегас» объявил о назначении главного тренера. Им стал канадский специалист Жерар Галлан, который с 2003 по 2007 год возглавлял «Коламбус Блю Джекетс», а с 2014 по 2017 — «Флориду Пантерз». Вторым игроком, с которым клуб заключил контракт, стал российский нападающий Вадим Шипачёв, выступавшим ранее в Континентальной хоккейной лиге за «Северсталь» и СКА.
16 мая 2017 года Джордж Макфи объявил что фарм-клубом «Вегаса» с сезона 2017/18 станет команда Американской хоккейной лиги «Чикаго Вулвз».
21 июня 2017 года на церемонии вручения наград НХЛ по итогам сезона 2016/17, руководство «Вегаса» объявило имена игроков выбранных на драфте расширения. На драфте новичков «Голден Найтс» получили право на общий шестой драфт-пик, под которым клуб выбрал канадского нападающего Коди Гласса, также в результате сделок с другими командами, «Вегас Голден Найтс» получил право ещё дважды выбирать игроков в первом раунде.
17 сентября 2017 года в рамках подготовки к сезону, «Вегас» провёл свой первый предсезонный матч с «Ванкувер Кэнакс», в котором одержал победу со счётом 9:4.

### Первый сезон и поражение в финале

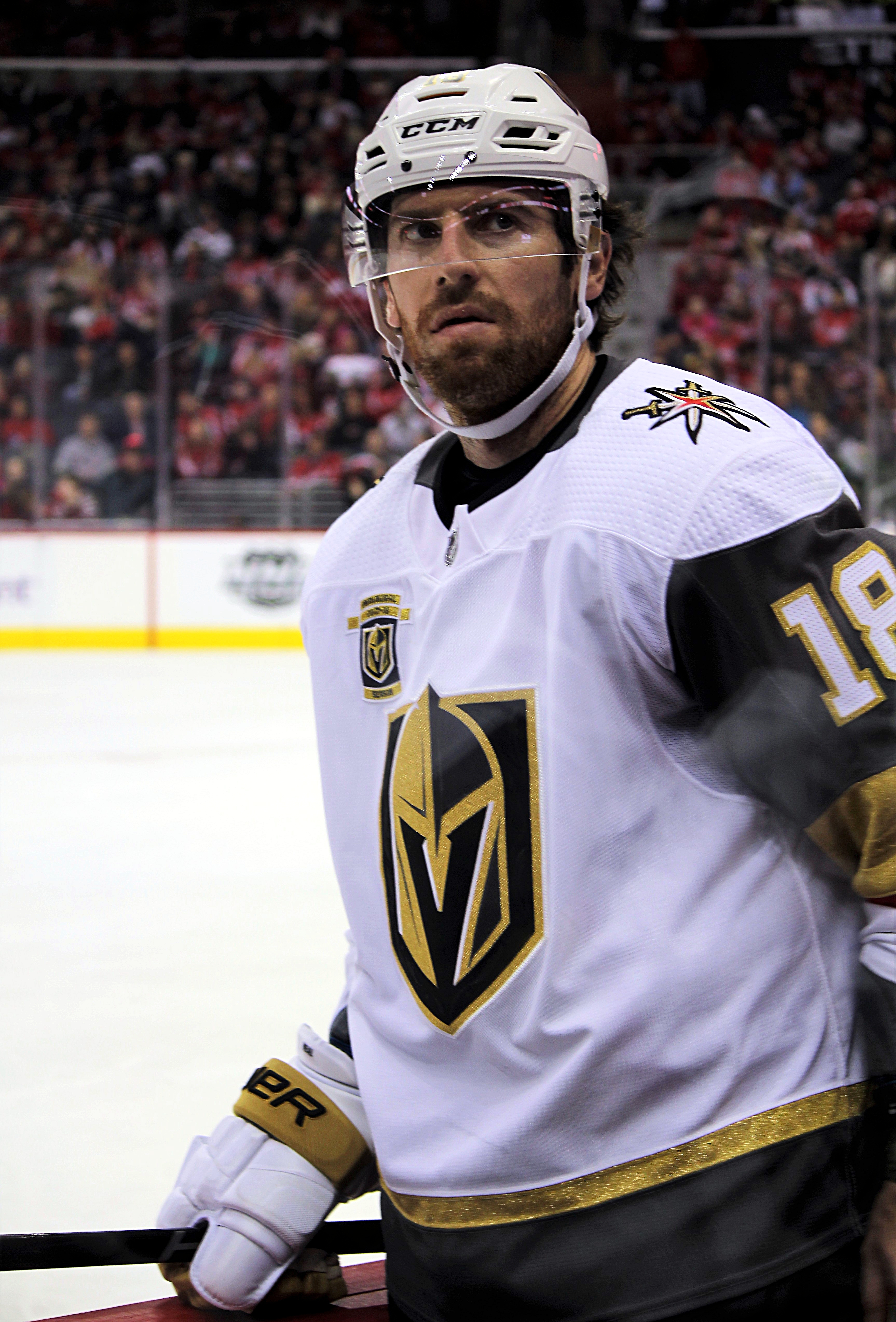
Джеймс Нил — автор первого гола в истории «Вегас Голден Найтс» в официальных матчах.

Свой первый официальный матч «Вегас Голден Найтс» провёл 6 октября 2017 года на выезде против «Даллас Старз». Нападающий Джеймс Нил дважды забил в ворота «Далласа», что позволило его клубу со счётом 2:1 одержать первую победу. 10 октября «Вегас» провёл свой первый домашний матч, соперником стала «Аризона Койотис», с которой команда уже встречалась в Глендейле тремя днями ранее и выиграла в овертайме со счётом 2:1. Счёт на третьей минуте матча был открыт нападающим «Голден Найтс» Томашем Носеком. Спустя восемь минут хозяева вели со счётом 4:0. В итоге матч закончился уверенной победой «Вегаса» со счётом 5:2. Благодаря этой победе «Вегас Голден Найтс» стал первым в истории клубом, стартовавшим с трёх побед подряд в своём дебютном сезоне НХЛ. 27 октября 2017 года «Вегас» одержал свою первую «сухую» победу в истории, обыграв «Колорадо Эвеланш» со счётом 7:0.
9 ноября 2017 года «Вегас» расторг контракт с Вадимом Шипачёвым. 31 декабря 2017 года нападающий «Вегаса» Вильям Карлссон, забив три шайбы в ворота «Торонто Мейпл Лифс», стал первым игроком в истории клуба, оформившим хет-трик. 21 января 2018 года, благодаря победе над «Каролиной Харрикейнз», «Вегас» впервые в своей истории возглавил турнирную таблицу НХЛ, обойдя на 1 очко «Тампу-Бэй Лайтнинг». 26 марта 2018 года «Вегас Голден Найтс», обыграв «Колорадо Эвеланш» со счётом 4:1, гарантировал себе участие в плей-офф 2018. 1 апреля 2018 года «Голден Найтс» обыграли дома «Сан-Хосе Шаркс» 3:2 и обеспечили себе победу в Тихоокеанском дивизионе. Впервые в истории крупнейших североамериканских профессиональных лиг (НХЛ, НБА, МЛБ и НФЛ), клуб-новичок смог стать чемпионом своего дивизиона.
По ходу регулярного чемпионата «Вегас» установил несколько рекордов для команд-дебютантов: по количеству набранных очков (109), по продолжительности победной серии (8 матчей), по общему количеству побед (51), а также по количеству домашних (29) и выездных побед (22).
Дебют в плей-офф состоялся 11 апреля 2018 года против «Лос-Анджелес Кингз». Автором первого гола в истории клуба в матчах плей-офф Кубка Стэнли стал защитник Ши Теодор, поразивший ворота Джонатана Куика. Эта шайба стала единственной во встрече, принеся «Вегасу» первую победу в плей-офф. Второй матч серии также завершился победой «Вегаса». Матч продлился 95 минут 22 секунды и стал самым продолжительным в истории «Вегас Голден Найтс». Выиграв оба выездных матча, «Вегас» завершил серию «сухой» победой и стал первым в истории НХЛ клубом, кому удалось выиграть серию плей-офф со счётом 4-0 в дебютном сезоне в лиге. Во втором раунде «Голден Найтс» обыграли в шести матчах «Сан-Хосе Шаркс» и вышли в финал Западной конференции, где в пяти матчах был обыгран «Виннипег Джетс». «Вегас» стал третьей командой в истории НХЛ, которая смогла выйти в финал Кубка Стэнли в своём первом сезоне. Соперником по финалу стал клуб «Вашингтон Кэпиталз». Выиграв первый матч со счётом 6:4, «Вегас» далее потерпел четыре поражения подряд и проиграл серию в пяти матчах.
По итогам сезона четыре представителя клуба получили призы, церемония вручения которых прошла 20 июня 2018 года в Лас-Вегасе. Так Джордж Макфи был признан лучшим генеральным менеджером лиги в сезоне 2017/18, а Жерар Галлан лучшим главным тренером. Нападающий Вильям Карлссон и защитник Дерик Энгелланд получили «Леди Бинг Трофи» и «Приз Марка Мессье» соответственно.

### Второй дивизионный титул
В межсезонье команду покинуло несколько игроков включая Джеймса Нила и Давида Перрона, в то же время состав «Вегаса» пополнили Пол Штястны и бывший капитан «Монреаль Канадиенс» Макс Пачиоретти, а уже по ходу чемпионата у «Оттавы Сенаторз» был приобретён нападающий Марк Стоун. В первые месяцы сезона 2018/19 «Голден Найтс» играли нестабильно и шли вне зоны плей-офф, однако позже команда нашла свою игру и по итогам регулярного чемпионата заняла 3-е место в Тихоокеанском дивизионе, гарантировав себе место в кубковой восьмёрке. Соперником «рыцарей» в первом раунде плей-офф стал «Сан-Хосе Шаркс». После четырёх матчей «Вегас» вёл в серии со счётом 3-1, однако «Сан-Хосе» выиграл следующие два матча и сравнял счёт в серии. За 10 минут до конца 3-го периода матча № 7 «Шаркс» проигрывали со счётом 0:3, но «Вегас» получил 5-минутное удаление в течение которого «акулы» забросили 4 шайбы подряд и вышли вперёд. «Голден Найтс» смогли сравнять счёт за 47 секунд до финальной сирены и перевести игру в овертайм, который завершился на 19-й минуте после того как нападающий «акул» Баркли Гудроу поразил ворота Марка-Андре Флёри. «Вегас Голден Найтс» впервые в своей истории проиграл серию по ходу которой вёл со счётом 3-1.
2 мая 2019 года было объявлено о назначении Келли Маккриммона на пост генерального менеджера вместо Джорджа Макфи, который в свою очередь сохранил должность президента по хоккейным операциям. 15 января 2020 года, после пяти поражений подряд, Жерар Галлан был уволен с поста главного тренера на чьё место пришёл Питер Дебур. 6 февраля 2020 года Билл Фоули объявил о приобретении клуба Американской хоккейной лиги «Сан-Антонио Рэмпейдж», который был перевезён в Неваду и под новым названием «Хендерсон Силвер Найтс» стал фарм-клубом «Голден Найтс». 12 марта 2020 года из-за пандемии коронавируса НХЛ прервала проведение регулярного чемпионата, который в итоге так и не был доигран. На момент остановки «Вегас» с 86 очками занимал 1-е место в Тихоокеанском дивизионе и таким образом во второй раз в своей истории стал его чемпионом. В плей-офф «Голден Найтс» в первом раунде со счётом 4-1 обыграли «Чикаго Блэкхокс», во втором в семи матчах «Ванкувер Кэнакс», а в финале Западной конференции уступили «Даллас Старз» со счётом 1-4. «Вегас Голден Найтс» стал первый клубом в истории НХЛ, которому удалось за первые три года своего существования дважды дойти до финала конференции.

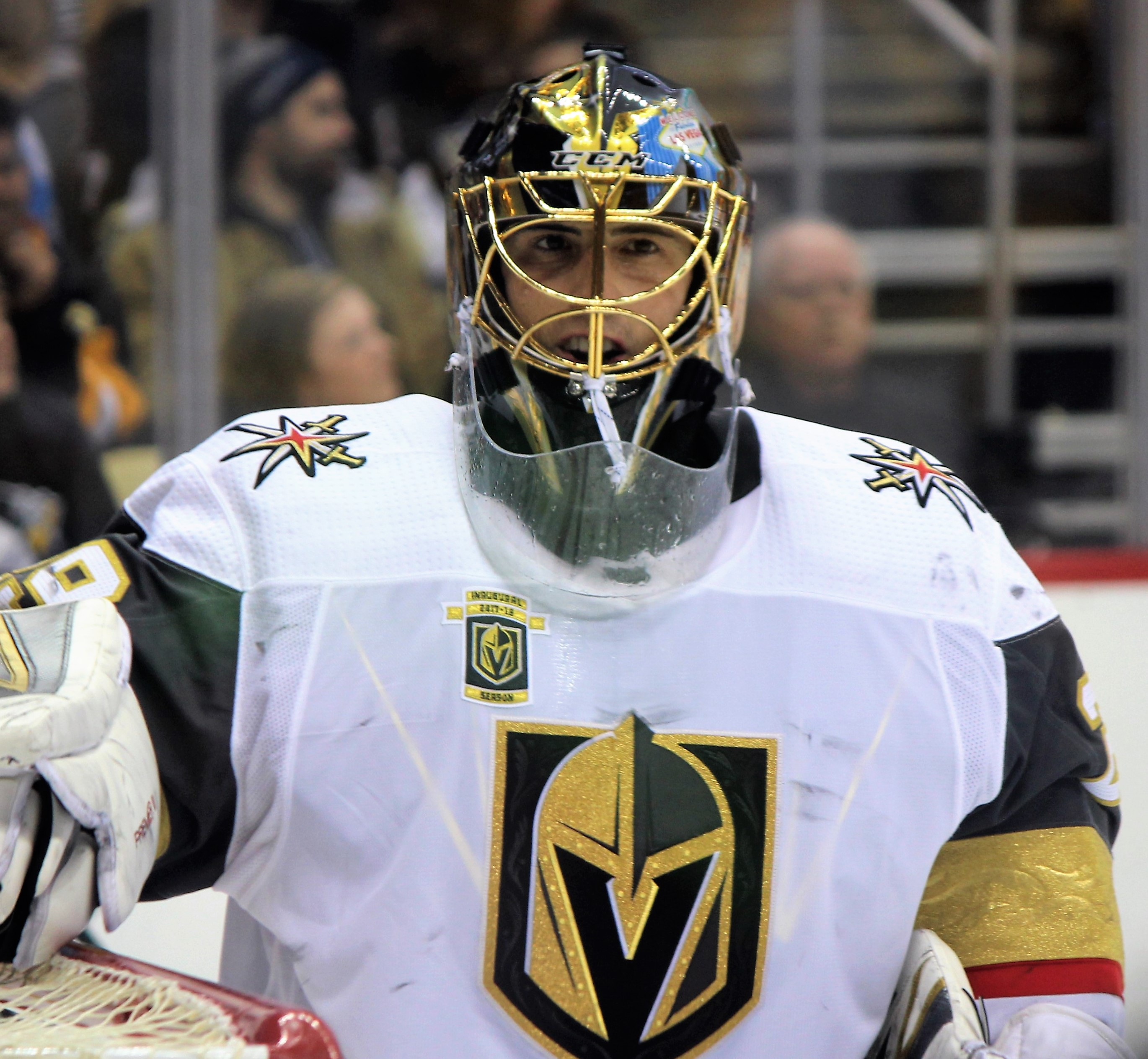
Марк-Андре Флёри получил «Везина Трофи» в сезоне 2020/21, который стал первым в карьере игрока

В межсезонье «Вегас» усилился защитником Алексом Пьетранжело, подписав с ним 7-летний контракт на общую сумму $ 61,6 млн, но из-за перегруженности платёжной ведомости клуб был вынужден расстаться с Полом Штястны и Нэйтом Шмидтом. Из-за продолжающейся пандемии коронавируса лига изменила составы дивизионов на сезон 2020/21. «Вегас Голден Найтс» был определён в Западный дивизион куда также вошли: «Анахайм Дакс», «Аризона Койотис», «Колорадо Эвеланш», «Лос-Анджелес Кингз», «Миннесота Уайлд», «Сан-Хосе Шаркс» и «Сент-Луис Блюз». 13 января 2021 года руководство клуба сообщило о назначении
Марка Стоуна первым в истории «Голден Найтс» капитаном команды. В сезоне 2020/21 «Вегас Голден Найтс» провёл первый в своей истории матч под открытым небом. 20 февраля на специально смонтированной хоккейной площадке у озера Тахо «рыцари» сыграли с «Колорадо Эвеланш» и проиграли со счётом 2:3. В первом раунде плей-офф «Голден Найтс» в семи матчах обыграли «Миннесоту Уайлд», во втором в шести матчах «Колорадо», однако в полуфинале Кубка Стэнли уступили «Монреаль Канадиенс» со счётом 2-4. По итогам чемпионата Марк-Андре Флёри был признан лучшим вратарём сезона за что получил приз «Везина Трофи».
Перед сезоном 2021/22 клуб в результате трёхстороннего обмена приобрёл 2-го номера драфта 2017 года Нолана Патрика. Также «Вегас» в межсезонье обменял в «Чикаго Блэкхокс» своего голкипера Марка-Андре Флёри, приобрёл у «Оттавы Сенаторз» форварда Евгения Дадонова, а уже по ходу чемпионата получил нападающего «Баффало Сейбрз» Джека Айкела в обмен на Алекса Така, Пейтона Кребса и два условных драфт-пика. Весь сезон команда играла не стабильно, но до последнего претендовала на попадание в плей-офф, однако проиграв в концовке чемпионата три ключевых матча, «Вегас Голден Найтс» впервые в своей истории не попал в розыгрыш Кубка Стэнли. 16 мая 2022 года руководство клуба уволило главного тренера Питера Дебура с занимаемой должности, а 14 июня Брюс Кэссиди стал новым наставником команды.

### Завоевание Кубка Стэнли

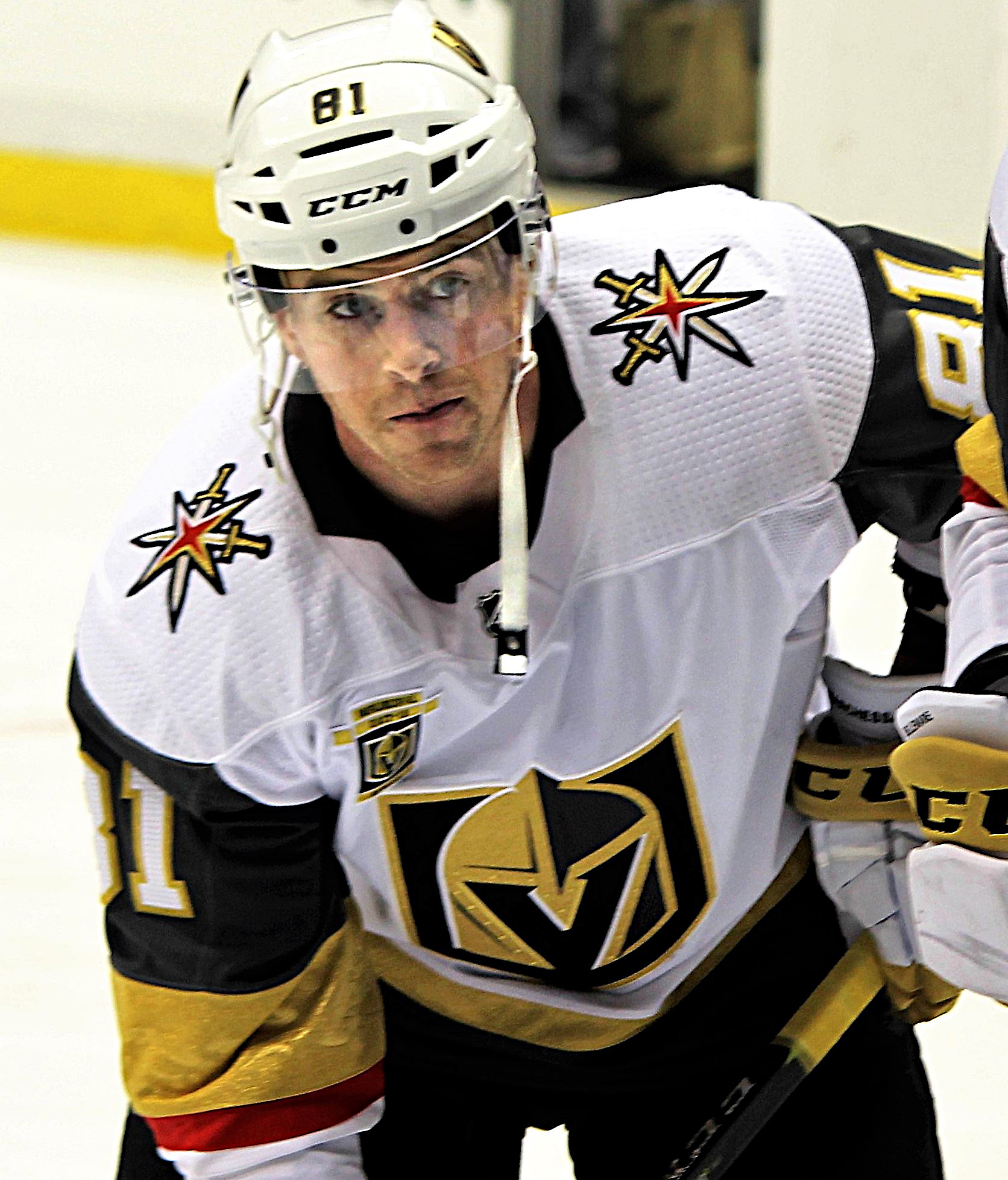
По итогам плей-офф 2023 года нападающий Жонатан Маршессо стал обладателем «Конн Смайт Трофи»

В межсезонье, дабы вписаться в потолок зарплат, руководство «Вегаса» обменяло в «Монреаль» Евгения Дадонова на капитана «Хабс» Ши Уэбера, который из-за травмы не выходил на лёд с 7 июля 2021 года. Также на будущую компенсацию в «Каролину» были обменяны Макс Пачиоретти и Дилан Коглан. Летом у клуба возникли проблемы с вратарями. 11 августа пресс-служба клуба сообщила, что основной вратарь команды Робин Ленер из-за предстоящей операции на бедре пропустит весь сезон 2022/23, а резервный вратарь Лоран Броссуа пропустит несколько месяцев чемпионата из-за операции на тазобедренном суставе. В конце августа «Вегас» выменял у «Сан-Хосе Шаркс» голкипера Эдина Хилла, который рассматривался командой в качестве сменщика Логана Томпсона. Однако во второй половине регулярного чемпионата Томпсон также получил травму и выбыл на продолжительное время. Из-за чего руководство команды перед дедлайном приобрело двукратного обладателя Кубка Стэнли в составе «Лос-Анджелес Кингз» Джонатана Куика. В целом «Вегас» ровно прошёл чемпионат, по итогам которого в 3-й раз стал чемпионом Тихоокеанского дивизиона и впервые победителем Западной конференции, набрав рекордные в своей истории 111 очков. Плей-офф в воротах «Голден Найтс», в качестве основного вратаря, начал Лоран Броссуа. В первом раунде «рыцари» обыграли в пяти матчах «Виннипег Джетс» проиграв им только стартовую встречу. Во втором раунде «Вегас» встречался с «Эдмонтон Ойлерз». В начале 3-го матча серии Броссуа получил травму и его место в воротах занял Эдин Хилл. «Голден Найтс» выиграли серию со счётом 4-2 и вышли в финал Западной конференции, где так же в шести матчах обыграли «Даллас Старз». В финале Кубка Стэнли «Вегас Голден Найтс» встретился с «Флоридой Пантерз» и в пяти матчах завоевал первый в своей истории Кубок Стэнли. «Вегас» смог выиграть кубок на шестом году существования клуба, что является 5-м результатом по скорости завоевания первого титула с момента дебюта в НХЛ. Обладателем «Конн Смайт Трофи» стал нападающий чемпионов Жонатан Маршессо, который был выбран клубом на драфте расширения в 2017 году у «Пантерз». Также одним из героев «Вегаса» стал голкипер Эдин Хилл, который после того как заменил травмированного Броссуа, выиграл 11 из 16 проведённых матчей со средней пропускаемостью 2,17 шайбы за игру и коэффициентом надёжности равным 93,2 %.

## Домашняя арена
Домашней ареной клуба является «Ти-Мобайл Арена», которая расположена на Лас-Вегас-Стрип в Парадайсе.
Строительство арены началось 1 мая 2014 года и была открыта 6 апреля 2016 года. Официальная вместимость на хоккейных матчах составляет 17 367 зрителей. Владельцем прав на название арены является телекоммуникационная компания T-Mobile, которые были приобретены за $ 60 млн сроком на 10 лет.

### Посещаемость
На первом домашнем матче «Вегаса» в НХЛ, который состоялся 10 октября 2017 года, на «Ти-Мобайл Арене» присутствовало 18 191 зритель, что на 4,7 % превышает официальную максимальную вместительность арены на хоккейных матчах.
Во втором матче финала Кубка Стэнли 2018, против «Вашингтон Кэпиталз» был установлен рекорд посещаемости арены на хоккейных матчах. Всего на игре присутствовало 18 702 зрителя. На пятом матче финала 2023 присутствовало 19 058 зрителей, что стало новым рекордом.

## Атрибутика клуба

### Название

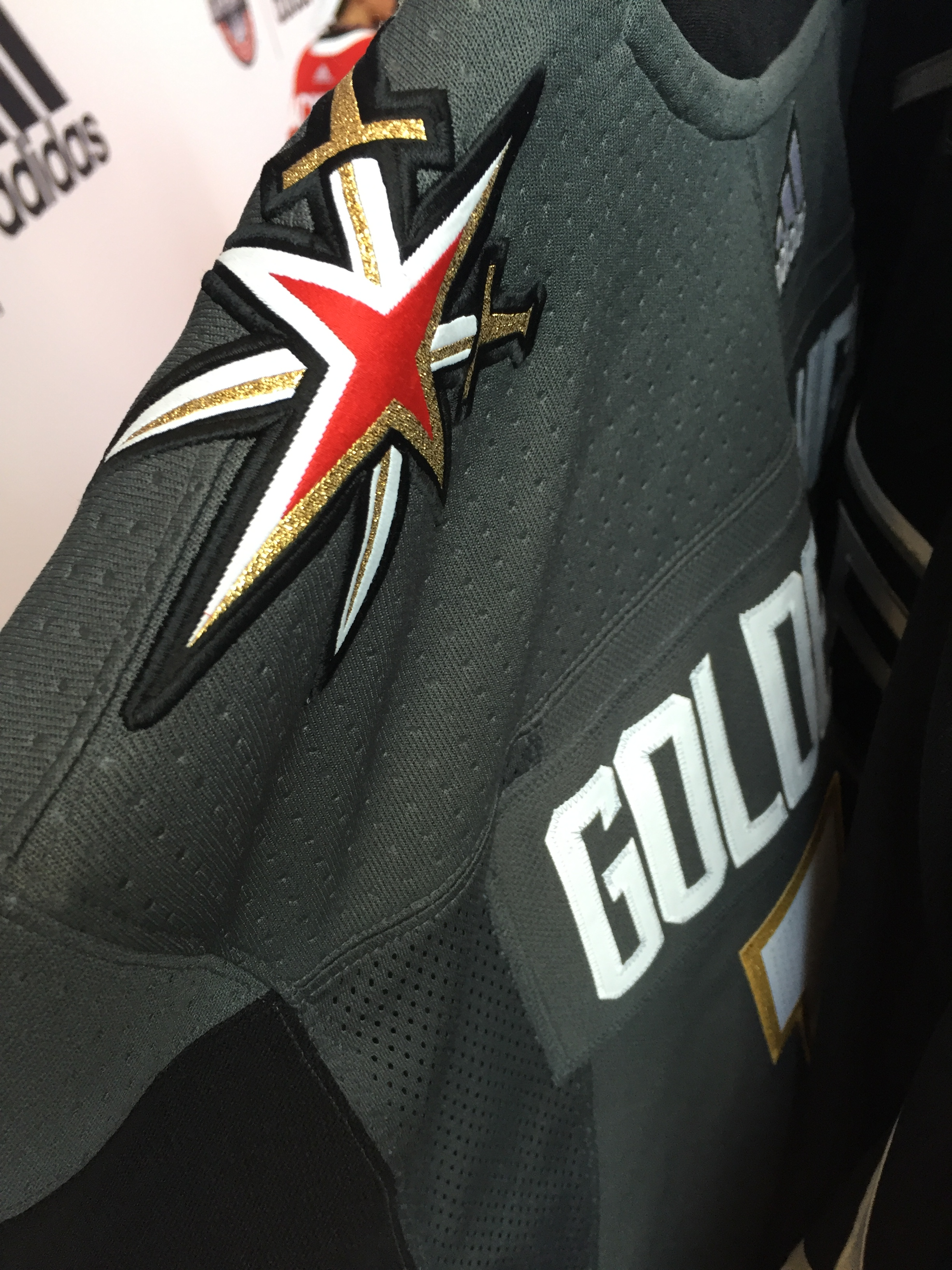
Альтернативная эмблема «Вегас Голден Найтс» на форме команды.

Одной из главных сложностей при создании клуба оказался выбор названия. Лига выступила с рекомендацией, чтобы имя клуба не ассоциировалось с азартными играми. Первоначально планировалось назвать команду «Чёрные рыцари» (англ. Black Knights) или просто «Рыцари», в честь военной академии в Вест-Поинте, которую окончил владелец клуба Билл Фоули, однако права на эти названия были уже зарегистрированы. Также рассматривались варианты: «Ночные ястребы», «Пустынные ястребы» и «Красные ястребы» (Nighthawks, Desert Hawks, Red Hawks). В середине августа 2016 года команда НХЛ из Лас-Вегаса зарегистрировала три варианта имени клуба — «Дезерт Найтс», «Голден Найтс» и «Сильвер Найтс» (Desert Knights, Golden Knights, Silver Knights). 22 ноября 2016 года Билл Фоули объявил окончательное название клуба — «Вегас Голден Найтс» (англ. Vegas Golden Knights). Позже ведомство по патентам и товарным знакам США отказало клубу из Лас-Вегаса в регистрации товарного знака «Голден Найтс», в связи с тем, что команда колледжа Сент-Роуз использует такое же название. Однако лига заявила, что клуб не станет менять своё название.

### Логотип и цвета

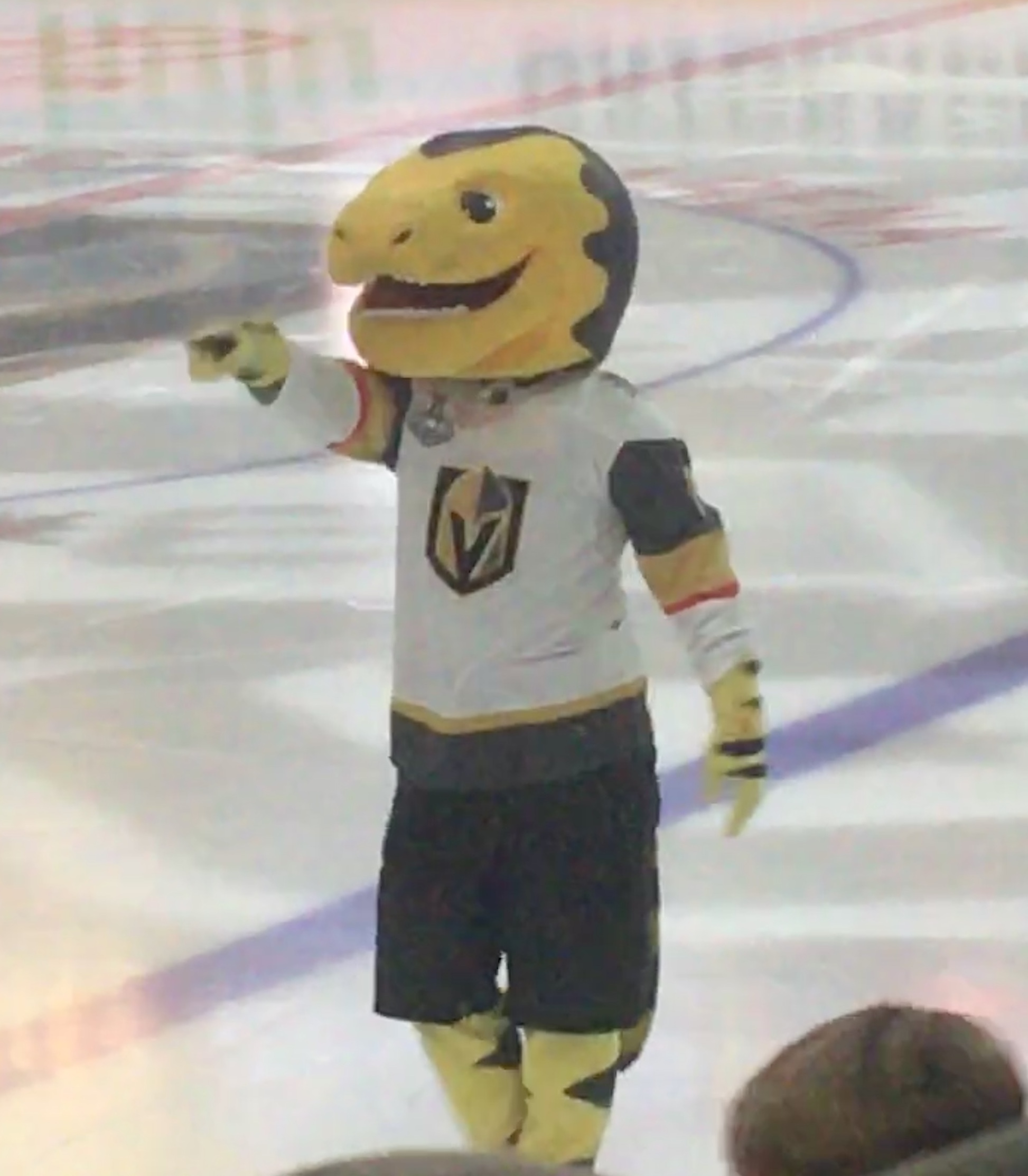
«Шанс» — официальный талисман «Вегас Голден Найтс».

Основным логотипом команды является изображение барбюта с V-образным вырезом. На альтернативном логотипе изображены два скрещенных меча позади четырёхлучевой красной звезды. Красная звезда на логотипе по дизайну схожа со звездой на знаке «Добро пожаловать в сказочный Лас-Вегас». Цветами команды являются: серо-стальной, чёрный, золотой и красный. Стальной и чёрный символизируют силу, мощь и выносливость, золотой — служит напоминанием, что в Неваде добывают драгоценный металл, а красный — цвет местной пустыни. 2 октября 2020 года клуб представил альтернативную форму выполненную в золотом цвете. 20 сентября 2022 года клуб объявил, что с сезона 2022/23 команда будет проводить домашние матчи в форме золотого цвета, а серая форма станет альтернативной.

### Талисман
«Шанс» (англ. Chance) — официальный маскот «Вегас Голден Найтс». Представляет собой антропоморфного аризонского ядозуба (англ. Gila monster). Впервые был представлен 13 октября 2017 года перед вторым домашним матчем «Вегаса» против «Детройт Ред Уингз».

### Музыка
Во время домашних матчей после каждого забитого гола хоккеистами «Голден Найтс», на арене звучит композиция «Vegas Lights» американской рок-группы «Panic! At the Disco» из её четвёртого студийного альбома «Too Weird to Live, Too Rare to Die!». Также после каждой домашней победы звучит песня «Viva Las Vegas» в исполнении Элвиса Пресли.

## Статистика сезонов
| Сезон НХЛ | Сезон команды | Конференция | Дивизион      | Регулярный чемпионат | Регулярный чемпионат | Регулярный чемпионат | Регулярный чемпионат | Регулярный чемпионат | Регулярный чемпионат | Регулярный чемпионат | Регулярный чемпионат | Плей-офф |
| Сезон НХЛ | Сезон команды | Конференция | Дивизион      | Место                | И                    | В                    | П                    | ПО                   | Очки                 | ШЗ                   | ШП                   | Плей-офф |
| --------- | ------------- | ----------- | ------------- | -------------------- | -------------------- | -------------------- | -------------------- | -------------------- | -------------------- | -------------------- | -------------------- | --- |
| 2017-18   | 2017-18       | Западная    | Тихоокеанский | 1                    | 82                   | 51                   | 24                   | 7                    | 109                  | 272                  | 228                  | победа в первом раунде, 4-0 («Лос-Анджелес Кингз») победа во втором раунде, 4-2 («Сан-Хосе Шаркс») победа в финале конференции, 4-1 («Виннипег Джетс») поражение в финале Кубка Стэнли, 1-4 («Вашингтон Кэпиталз») |
| 2018-19   | 2018-19       | Западная    | Тихоокеанский | 3                    | 82                   | 43                   | 32                   | 7                    | 93                   | 249                  | 230                  | поражение в первом раунде, 3-4 («Сан-Хосе Шаркс») |
| 2019-20   | 2019-20       | Западная    | Тихоокеанский | 1                    | 71                   | 39                   | 24                   | 8                    | 86                   | 227                  | 210                  | победа в первом раунде, 4-1 («Чикаго Блэкхокс») победа во втором раунде 4-3 («Ванкувер Кэнакс») поражение в финале конференции 1-4 («Даллас Старз»)                                                                |
| 2020-21   | 2020-21       | —           | Западный      | 2                    | 56                   | 40                   | 14                   | 2                    | 82                   | 191                  | 124                  | победа в первом раунде, 4-3 («Миннесота Уайлд») победа во втором раунде, 4-2 («Колорадо Эвеланш») поражение в полуфинале Кубка Стэнли, 2-4 («Монреаль Канадиенс»)                                                  |
| 2021-22   | 2021-22       | Западная    | Тихоокеанский | 4                    | 82                   | 43                   | 31                   | 8                    | 94                   | 266                  | 248                  | не участвовали |
| 2022-23   | 2022-23       | Западная    | Тихоокеанский | 1                    | 82                   | 51                   | 22                   | 9                    | 111                  | 272                  | 229                  | победа в первом раунде, 4-1 («Виннипег Джетс») победа во втором раунде, 4-2 («Эдмонтон Ойлерз») победа в финале конференции, 4-2 («Даллас Старз») победа в финале Кубка Стэнли, 4-1 («Флорида Пантерз»)            |
| 2023-24   | 2023-24       | Западная    | Тихоокеанский | 4                    | 82                   | 45                   | 29                   | 8                    | 98                   | 267                  | 245                  | поражение в первом раунде, 3-4 («Даллас Старз») |
| 2024-25   | 2024-25       | Западная    | Тихоокеанский | 1                    | 82                   | 50                   | 22                   | 10                   | 110                  | 275                  | 219                  | победа в первом раунде, 4-2 («Миннесота Уайлд») поражение во втором раунде, 1-4 («Эдмонтон Ойлерз») |

## Команда

### Текущий состав
| №                         | Игрок                 | Страна                    | Хват    | Дата рождения              | Рост (см) | Вес (кг) | Средняя зарплата ($) | Контракт до |
| Вратари                   | Вратари               | Вратари                   | Вратари | Вратари                    | Вратари   | Вратари  | Вратари              | Вратари     |
| ------------------------- | --------------------- | ------------------------- | ------- | -------------------------- | --------- | -------- | -------------------- | ----------- |
| 33                        | Эдин Хилл             | Канада                    | Левый   | 11 мая 1996 (29 лет)       | 197       | 92       | 6,250,000            | 2030/31     |
| 35                        | Илья Самсонов         | Россия                    | Левый   | 22 февраля 1997 (28 лет)   | 191       | 93       | 1,800,000            | 2024/25     |
| 40                        | Акира Шмид            | Швейцария                 | Левый   | 12 мая 2000 (25 лет)       | 196       | 93       | 875,000              | 2025/26     |
| 90                        | Робин Ленер           | Швеция                    | Левый   | 24 июля 1991 (33 года)     | 193       | 108      | 5,000,000            | 2024/25     |
| Защитники                 |                       |                           |         |                            |           |          |                      |             |
| 2                         | Зак Уайтклауд         | Канада                    | Правый  | 28 ноября 1996 (28 лет)    | 188       | 95       | 2,750,000            | 2027/28     |
| 3                         | Брэйден Макнэбб       | Канада                    | Левый   | 21 января 1991 (34 года)   | 193       | 94       | 3,650,000            | 2027/28     |
| -                         | Жереми Лоузон         | Канада                    | Левый   | 28 апреля 1997 (28 лет)    | 189       | 93       | 2,000,000            | 2025/26     |
| -                         | Джейкоб Мегна         | Соединённые Штаты Америки | Левый   | 10 декабря 1992 (32 года)  | 197       | 102      | 800,000              | 2026/27     |
| 6                         | Кейдан Корзак         | Канада                    | Правый  | 29 января 2001 (24 года)   | 191       | 87       | 825,000              | 2025/26     |
| 7                         | Алекс Пьетранжело — А | Канада                    | Правый  | 18 января 1990 (35 лет)    | 191       | 91       | 8,800,000            | 2026/27     |
| 15                        | Ноа Ханифин           | Соединённые Штаты Америки | Левый   | 25 января 1997 (28 лет)    | 191       | 93       | 7,350,000            | 2031/32     |
| 17                        | Бен Хаттон            | Канада                    | Левый   | 20 апреля 1993 (32 года)   | 188       | 93       | 975,000              | 2025/26     |
| 18                        | Роберт Хегг           | Швеция                    | Левый   | 8 февраля 1995 (30 лет)    | 188       | 93       | 775,000              | 2024/25     |
| 27                        | Ши Теодор             | Канада                    | Левый   | 3 августа 1995 (29 лет)    | 188       | 88       | 7,425,000            | 2031/32     |
| 51                        | Лукас Кормье          | Канада                    | Левый   | 27 марта 2002 (23 года)    | 178       | 80       | 775,000              | 2025/26     |
| 52                        | Дилан Коглан          | Канада                    | Правый  | 19 февраля 1998 (27 лет)   | 188       | 86       | 775,000              | 2025/26     |
| Левые крайние нападающие  |                       |                           |         |                            |           |          |                      |             |
| 11                        | Мэйсон Морелли        | Соединённые Штаты Америки | Левый   | 1 февраля 1996 (29 лет)    | 185       | 91       | 775,000              | 2024/25     |
| 16                        | Павел Дорофеев        | Россия                    | Левый   | 26 октября 2000 (24 года)  | 185       | 79       | 1,835,000            | 2025/26     |
| 20                        | Брэндон Саад          | Соединённые Штаты Америки | Левый   | 27 октября 1992 (32 года)  | 185       | 93       | 2,000,000            | 2025/26     |
| -                         | Коул Райнхарт         | Канада                    | Левый   | 1 февраля 2000 (25 лет)    | 185       | 93       | 812,500              | 2026/27     |
| Центрфорварды             |                       |                           |         |                            |           |          |                      |             |
| 9                         | Джек Айкел — А        | Соединённые Штаты Америки | Правый  | 28 октября 1996 (28 лет)   | 188       | 93       | 10,000,000           | 2025/26     |
| -                         | Колтон Сиссонс        | Канада                    | Правый  | 5 ноября 1993 (31 год)     | 185       | 85       | 2,857,143            | 2025/26     |
| 21                        | Бретт Хауден          | Канада                    | Левый   | 29 марта 1997 (28 лет)     | 188       | 88       | 2,500,000            | 2029/30     |
| 28                        | Таннер Лазински       | Соединённые Штаты Америки | Правый  | 1 июня 1997 (28 лет)       | 185       | 86       | 775,000              | 2025/26     |
| 48                        | Томаш Гертл           | Чехия                     | Левый   | 12 ноября 1993 (31 год)    | 188       | 95       | 8,137,500            | 2029/30     |
| 49                        | Иван Барбашёв         | Россия                    | Левый   | 14 декабря 1995 (29 лет)   | 183       | 82       | 5,000,000            | 2027/28     |
| 62                        | Рафаэль Лавуа         | Канада                    | Правый  | 25 сентября 2000 (24 года) | 191       | 79       | 775,000              | 2025/26     |
| 68                        | Кэл Бурк              | Соединённые Штаты Америки | Правый  | 19 марта 1997 (28 лет)     | 188       | 93       | 775,000              | 2024/25     |
| 71                        | Вильям Карлссон — А   | Швеция                    | Левый   | 8 января 1993 (32 года)    | 185       | 85       | 5,900,000            | 2026/27     |
| Правые крайние нападающие |                       |                           |         |                            |           |          |                      |             |
| 19                        | Райлли Смит           | Канада                    | Левый   | 1 апреля 1991 (34 года)    | 184       | 84       | 2,000,000            | 2025/26     |
| 22                        | Коул Швиндт           | Канада                    | Правый  | 25 апреля 2001 (24 года)   | 188       | 83       | 825,000              | 2025/26     |
| 26                        | Александр Хольц       | Швеция                    | Правый  | 23 января 2002 (23 года)   | 184       | 88       | 925,000              | 2024/25     |
| 46                        | Йонас Рёндбьерг       | Дания                     | Левый   | 31 марта 1999 (26 лет)     | 188       | 88       | 775,000              | 2025/26     |
| 55                        | Киган Колесар         | Канада                    | Правый  | 8 апреля 1997 (28 лет)     | 188       | 103      | 2,500,000            | 2027/28     |
| 61                        | Марк Стоун — К        | Канада                    | Правый  | 13 мая 1992 (33 года)      | 188       | 100      | 9,500,000            | 2026/27     |
| 93                        | Митч Марнер           | Канада                    | Правый  | 5 мая 1997 (28 лет)        | 181       | 77       | 12,000,000           | 2032/33     |
| 95                        | Виктор Улофссон       | Швеция                    | Левый   | 18 июля 1995 (29 лет)      | 178       | 80       | 1,075,000            | 2024/25     |

### Штаб
| Должность            | Имя              | Страна | Дата рождения             | В должности |
| -------------------- | ---------------- | ------ | ------------------------- | ----------- |
| Генеральный менеджер | Келли Маккриммон | Канада | 13 октября 1960 (64 года) | с 2019 года |
| Главный тренер       | Брюс Кэссиди     | Канада | 20 мая 1965 (60 лет)      | с 2022 года |
| Помощник тренера     | Джон Стивенс     | Канада | 4 мая 1966 (59 лет)       | с 2022 года |
| Помощник тренера     | Джоэл Уорд       | Канада | 2 декабря 1980 (44 года)  | с 2023 года |
| Помощник тренера     | Доминик Дюшарм   | Канада | 12 марта 1973 (52 года)   | с 2023 года |
| Тренер вратарей      | Шон Бурк         | Канада | 29 января 1967 (58 лет)   | с 2022 года |

### Неиспользуемые номера
- 58 — номер был выведен из обращения на церемонии 31 марта 2018 года, как дань памяти 58 жертвам массового убийства в Лас-Вегасе.[91]
- 99 — номер под которым выступал Уэйн Гретцки и был выведен из обращения во всей лиге.

## Главные тренеры
| № | Имя          | Период работы | Регулярный чемпионат | Регулярный чемпионат | Регулярный чемпионат | Регулярный чемпионат | Регулярный чемпионат | Регулярный чемпионат | Плей-офф | Плей-офф | Плей-офф | Плей-офф | Достижения                                                                                           | Ссылка |
| № | Имя          | Период работы | И                    | В                    | П                    | ПО                   | О                    | %                    | И        | В        | П        | %        | Достижения                                                                                           | Ссылка |
| - | ------------ | ------------- | -------------------- | -------------------- | -------------------- | -------------------- | -------------------- | -------------------- | -------- | -------- | -------- | -------- | --- | ------ |
| 1 | Жерар Галлан | 2017—2020     | 213                  | 118                  | 75                   | 20                   | 256                  | 55,4                 | 27       | 16       | 11       | 59,3     | Чемпион Тихоокеанского дивизиона (2017/18) Джек Адамс Эворд (2017/18) Приз Кларенса Кэмпбелла (2018) | [ 92 ] |
| 2 | Питер Дебур  | 2020—2022     | 159                  | 97                   | 50                   | 12                   | 206                  | 51,3                 | 39       | 22       | 17       | 56,4     | Чемпион Тихоокеанского дивизиона (2019/20)                                                           | [ 93 ] |
| 3 | Брюс Кэссиди | 2022—н.в.     |                      |                      |                      |                      |                      |                      |          |          |          |          | Чемпион Тихоокеанского дивизиона (2022/23) Приз Кларенса Кэмпбелла (2023) Кубок Стэнли (2023)        |        |

## Рекорды и достижения

### Награды
Командные
| Год                       | Достижение                       |
| ------------------------- | -------------------------------- |
| 2023                      | Кубок Стэнли                     |
| 2017/18, 2019/20, 2022/23 | Чемпион Тихоокеанского дивизиона |
| 2018, 2023                | Приз Кларенса Кэмпбелла          |

Индивидуальные
| Год     | Победитель                   | Достижение                              |
| ------- | ---------------------------- | --------------------------------------- |
| 2017/18 | Жерар Галлан                 | Джек Адамс Эворд                        |
| 2017/18 | Вильям Карлссон              | Леди Бинг Трофи                         |
| 2017/18 | Дерик Энгелланд              | Приз Марка Мессье                       |
| 2017/18 | Джордж Макфи                 | Приз лучшему генеральному менеджеру НХЛ |
| 2020/21 | Марк-Андре Флёри Робин Ленер | Уильям М. Дженнингс Трофи               |
| 2020/21 | Марк-Андре Флёри             | Везина Трофи                            |
| 2023    | Жонатан Маршессо             | Конн Смайт Трофи                        |

### Статистика игроков в регулярном чемпионате
| Игрок             | А  | И   | Г   | П   | О   | СР   |
| Жонатан Маршессо  | Ц  | 432 | 150 | 198 | 348 | 0.81 |
| Вильям Карлссон   | Ц  | 432 | 122 | 185 | 307 | 0.71 |
| Райлли Смит       | ПН | 399 | 124 | 162 | 286 | 0.72 |
| Ши Теодор         | З  | 397 | 61  | 186 | 247 | 0.62 |
| Марк Стоун        | ПН | 218 | 73  | 130 | 203 | 0.92 |
| Макс Пачиоретти   | ЛН | 224 | 97  | 97  | 194 | 0.87 |
| Чендлер Стивенсон | Ц  | 252 | 59  | 127 | 186 | 0.74 |
| Алекс Так         | ПН | 249 | 61  | 78  | 139 | 0.56 |
| Алекс Пьетранжело | З  | 194 | 31  | 90  | 121 | 0.62 |
| Нэйт Шмидт        | З  | 196 | 21  | 76  | 97  | 0.49 |

| Игрок             | А  | Г   |
| Жонатан Маршессо  | Ц  | 150 |
| Райлли Смит       | ПН | 124 |
| Вильям Карлссон   | Ц  | 122 |
| Макс Пачиоретти   | ЛН | 97  |
| Марк Стоун        | ПН | 73  |
| Алекс Так         | ПН | 61  |
| Ши Теодор         | З  | 61  |
| Чендлер Стивенсон | Ц  | 59  |
| Уильям Каррье     | ЛН | 57  |
| Джек Айкел        | Ц  | 41  |

| Игрок             | А  | П   |
| Жонатан Маршессо  | Ц  | 198 |
| Ши Теодор         | З  | 186 |
| Вильям Карлссон   | Ц  | 185 |
| Райлли Смит       | ПН | 162 |
| Марк Стоун        | ПН | 130 |
| Чендлер Стивенсон | Ц  | 127 |
| Макс Пачиоретти   | ЛН | 97  |
| Алекс Пьетранжело | З  | 90  |
| Алекс Так         | ПН | 78  |
| Нэйт Шмидт        | З  | 76  |

### Индивидуальные рекорды
- Наибольшее количество очков за сезон: Вильям Карлссон — 78 (43+35 в 2017/18)
- Наибольшее количество заброшенных шайб за сезон: Вильям Карлссон — 43 (2017/18)
- Наибольшее количество результативных передач за сезон: Давид Перрон — 50 (2017/18)
- Наибольшее количество штрафных минут за сезон: Киган Колесар — 68 (2022/23)
- Наибольшее количество очков, набранных защитником за один сезон: Алекс Пьетранжело — 54 (11+43 в 2022/23)
- Наибольшее количество побед в сезоне: Марк-Андре Флёри — 35 (2018/19)
- Наибольшее количество «сухих» игр за сезон: Марк-Андре Флёри — 8 (2018/19)
- Наилучший показатель полезности за сезон: Вильям Карлссон — +49 (2017/18)
- Наибольшее количество очков, набранных новичком за сезон: Алекс Так — 37 (15+22 в 2017/18)

### Командные рекорды
- Наибольшее количество очков в регулярном чемпионате: 111 (2022/23)
- Наибольшее количество побед в регулярном чемпионате: 51 (2017/18,2022/23)
- Наибольшее количество домашних побед в регулярном чемпионате: 29 (2017/18)
- Наибольшее количество гостевых побед в регулярном чемпионате: 26 (2022/23)
- Наибольшее количество побед подряд: 8 (2017/18, 2019/20)
- Наибольшее количество заброшенных шайб в регулярном чемпионате: 275 (2024/25)
- Наименьшее количество пропущенных шайб в регулярном чемпионате: 219 (2024/25)